# Tmarus piger
Tmarus piger là một loài nhện trong họ Thomisidae.
Loài này thuộc chi Tmarus. Tmarus piger được Charles Athanase Walckenaer miêu tả năm 1802.

## Hình ảnh

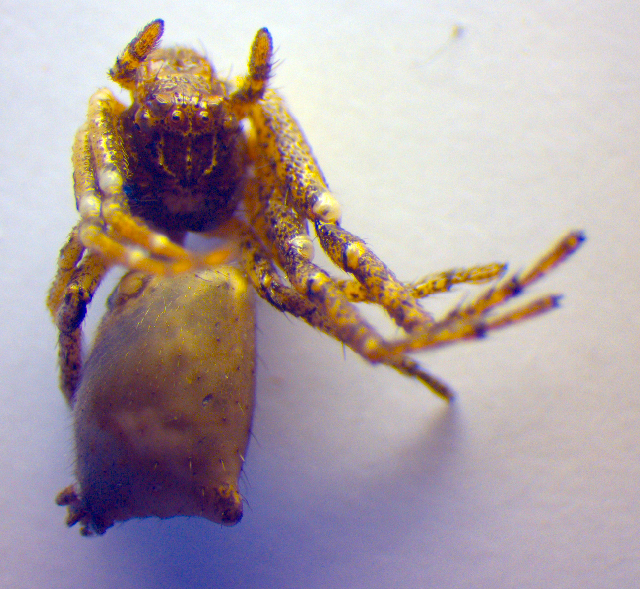